# 甯恩承
甯恩承（1901年3月18日—2000年2月15日），生於遼寧省遼中縣。曾任東北大學秘書長兼代理校長、1980年代又為推動東北大學在瀋陽復校做出主要貢獻。

## 生平

### 年少波折
甯恩承于1901年生於遼中縣。少年时期來到奉天府求學，考入省立奉天第一师范。1920年，因為抗議日軍強佔琿春，甯恩承帶頭發起學生運動，被張作霖點名開除，隨即被通緝。在閻寶航的幫助下，甯恩承前往天津。經多方輾轉，甯被推薦給時任南開大學校長的張伯苓。张伯苓特別允許他作為插班生入讀南开中学。次年，甯恩承考入南开大学商科。1924年11月，甯恩承以笔名笑萍在《南大周刊》发表了名为《轮回教育》的文章，认为当时的教育已陷入一种无法自拔的“轮回”怪圈。这种教育无法救国，学生的学习无法为社会服务。该文一度令南开大学师生关系紧张，但在张伯苓的冷处理下渐渐缓和，张伯苓开始反思效仿欧美教育体制的缺点。
1924年，張作霖、張學良父子為振興東北，决定举行奉天省会考，选拔一批公费出国留学生到西方国家深造。甯恩承也报了名。经过国文、英文、经济学等科目的考试，甯恩承考取了赴英留學的第一名。不料，這唯一的留学名额卻被主考官、時任奉天省省长的王永江暗中內定為他的本家親戚王毓桂。教育廳長謝蔭昌為了奉迎，便藉口甯恩承在作文中使用新式標點“不合體制”而不予录取。甯恩承無奈，只好返回天津。九個月後，王永江徇私舞弊的事情在奉天傳開了。張學良跟閻寶航談及此事的時候十分氣憤。在閻的指引下，張學良派自己的副官找到了甯恩承，決定親自出錢補送甯去英國留學。

### 赴英留學
1925年秋，甯恩承进入伦敦大学经济学院学习。期間，他結識了當時在倫敦大學教授中文的老舍，二人成為至交。由於張學良囑託時任英国贸易大臣的哥鲁爵士給予關照的緣故，甯得以在學業之餘到米兰银行進行業務實習。三年后，甯恩承考入牛津大学攻读经济财政银行学，並获博士学位。1929年，甯恩承學成回國，張學良委任他為边业银行总稽核。

### 代理校長
1930年12月，张学良决心改造東北大學混亂的局面，急调甯恩承擔任東北大學秘书长、代理校长职务。此时的甯恩承還不滿30歲，自覺能力不足，幾次請辭。最後在恩師張伯苓的指點和幫助下，甯恩承增強了信心。張伯苓還將南开大学事务处主任孟琴襄借給東北大學半年。在孟的協助之下，甯恩承在半年内使校容校風有了很大改观。
1931年，九一八事变爆發，甯恩承作为東北大學的负责人沉著應變，及时转移全校师生、並疏散职工和家属。甯恩承又冒著生命危險從边业银行調出300万元，輾轉多地親自交與住在北平顺承郡王府、正身處窘境中的張學良，使張深為感動。來到關內後，甯恩承繼續為安置東北大學的學生做努力。他得到了北大、清华和南开的支持，使得一部分学生得以轉到這三所學校借讀。另一部分学生則被安置到南京、杭州和河南开封等地就讀。
其後，甯恩承還擔任了财政部特派员、华北四省直接税务局局长、中国农民银行总稽核、瀋陽世合公银行总经理等職。1946年，國民政府召開制宪国民大会，甯恩承作為遼寧省職業團體代表出席。1950年，甯恩承赴香港創辦書院，數年後移居美國舊金山，擔任伯克利加州大學校董、美國共和黨中央委員等職。

### 推動復校
東北大學在抗戰勝利後的1946年5月遷回瀋陽。然而1950年8月，新上臺不久的中華人民共和國政府進行院系大调整，東北大學被更名為“東北工學院”。因此1980年代中國大陸改革開放後，甯恩承多次往返中美兩國，為恢复东北大学積極奔走。1992年，甯恩承亲赴台湾，请老校長張學良为东北大学题写校牌，一举促成东北大学复校。次年，甯恩承以92歲高齡代表張學良親臨瀋陽出席東北大學復校慶典。復校後，甯恩承又亲自聘请杨振宁、陈省身、田长霖等世界著名学者擔任校董，擴大了東北大學在海內外的影響。1996年，甯恩承被一致推舉为校董会名誉副主席。
2000年2月15日，甯恩承因心臟病於舊金山的家中去世，享年98歲。

## 家庭
夫人钮先箴（1914年-），出身江西名門望族九江鈕氏，曾任中華民国国大代表。二人共有六女，分別是甯克瑞、甯克美、甯克嘉、甯克良、甯克立和甯克清。

## 其他
東北大學現有“甯恩承圖書館”，以紀念其對東北大學的卓越貢獻。

## 另見
- 張學良
- 老舍